# Neolaetana neavei
Neolaetana neavei es una especie de insecto coleóptero de la familia Chrysomelidae.
Fue descrita científicamente en 1923 por Laboissiere.